# 53号站
53号站，又稱高井站、五三站，原稱福寿岭站，是北京地铁1号线早期規劃中地下部分最西端的車站，出口位于北京市石景山區高井甲32號院內。53號站已建成，並通車，曾經有通勤列車運行，但至今未开通運營。

## 歷史
1965年6月19日，地铁领导小组第四次会议确定了一期工程进山线路的走向，其中402线为进山线路北线，全长6.3公里，设三座车站和一条环行检修线:51。起初，本站的正式名称为福寿岭站，在《北京地下铁道近期工程规划示意图》、《铁路修建史料》的北京地下铁道示意图:922和1982年版《北京市區地下鐵道規劃方案》中，本站均被标记为“福寿岭”站，《北京地铁发展史》中亦称本站为福寿岭站。本书与規劃方案圖均向公眾公開發售，故福寿岭站應為规划时的正式名稱。“福寿岭站”一名得于车站所在的福寿岭山体。福寿岭位于石景山区中部，既是一座山岭之名，也是一个古村落的名字。作为山岭，福寿岭是西山褶皱山地的丘陵部分，东南是福寿岭村，西、北两面是连绵的山丘，南邻模式口村，最高峰海拔309米。1966年5月1日，402线开始动工修建。
1970年9月，402线建成，并于1973年3月一期工程正式运营时验收交接:177。由于本站并不对外运营，建成后仅使用了修建时地段的标号53号作为车站的正式名称，在联锁系统与北京市轨道交通指挥中心的调度系统中，本站被称作五三站。
1978年，北京地铁利用53号站站台中间过道和地面上的房屋与空地开办地铁技校，直至1983年技校搬入五棵松综合楼。为解决师生上课问题，地铁每天开行一对通勤车，通勤车早上7:30由苹果园开出，下午放学后通勤车再载着学生回到苹果园，技校学生凭校牌乘坐。
1982年举行的第五届全国人民代表大会第五次会议的556号提案中，王英高、范忠祥要求北京地铁延长至福寿岭，理由是“生活在北京市石景山区福寿岭周围的机关、部队、各医院、疗养院、工厂、农村等单位的群众要求地铁延长至福寿岭站，这样既方便人民群众，又可为国家节约能源”，审查意见是“交国务院研究办理”:619。1983年，52号站与53号站被列入调整后的地铁规划方案中:224，但最终未开通。
1988年，位于五二站口的地铁技校新校舍建成，同年暑假期间，技校从五棵松综合楼全部搬迁进新校园。为了便于技校学生上下学，402线继续开行通勤车，每个工作日早晚各有一班通勤车。通勤列車在到達蘋果園站後繼續載客行駛，中途停五二站，以本站為終點站並即時折返。按地铁内部规定，五二站与五三站为非运营车站，不允许外人进入乘车，但经常有当地村民违章蹭车。进入21世纪后，五二站与五三站由于其古老而神秘的背景受到了大量城市探险者和铁路迷的关注。由于五三站临近高井社区及公交石景山高井站，且其出入口位于高井甲32号院内，地铁爱好者普遍称之为高井站，石景山区政府与北京晨报亦称其为“高井站”，而“福寿岭站”现已成为民间对52号站最常见的的称呼，更于2023年9月成为52号站对市民启用前的命名预案。2007年5月28日起，通勤列车不再开行，53号站再次封闭停用。
2021年12月，《石景山区2022年工作计划》中，提到“启动地铁1号线高井站前期研究”。截至2023年1月，高井站启用改造工程仍处于前期工作阶段。

## 結構

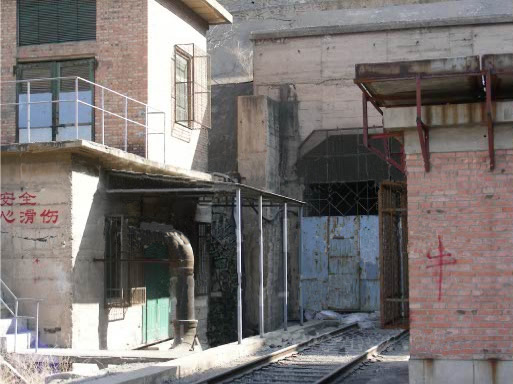
線路地面出口近景，镜头背后方向為地铁专用线

本站坐落于西山中。为1面2線島式月台，而停車時使用北側線，南側線現已基本不使用。其中南側線通过地铁专用线與491专用线相連接，但491专用线已于2010年廢弃。由于进入的方法复杂并且较为危险（該站位於军事管理区内），因此目前仅能从几张照片来了解站内设施及构造。该站与客运站的构造完全不同。站台比较狭窄，站内墙壁上涂抹白灰，顶部较低矮，照明设施也较为简陋。
本站西端線路連結到地面，通过地铁专用线进入491专用线，繼而與國鐵豐沙線三家店站連結:919，惟該段专用线經已荒廢，線路出口大門亦長年關閉。
緊接本站東側，設有一條燈泡線，可供列車掉頭。

### 车站楼层
| 地面                       | 出入口                                            |                                                   |  |
| 地下一层 站台层            |                                                   |                                                   |  |
|                            | █ 1号线往环球度假区（八通线）（福寿岭）（改造中） |                                                   |  |
| 分离式岛式站台，不运营开放 |                                                   |                                                   |  |
| 专用线往三家店             | █ 1号线往环球度假区（八通线）（福寿岭）（改造中） | █ 1号线往环球度假区（八通线）（福寿岭）（改造中） |  |

### 出口
這個地鐵站共有2個出口：
- 西北側出口（無正式名稱）
- 西南側出口（無正式名稱）

其中西北側出口被封条封死，西南侧出口内部已加装防盗门。

## 參见
- 燈泡線
- 幽灵车站